# Historia Mokotowa
Dzieje obszaru dzisiejszego Mokotowa wiążą się przede wszystkim ze średniowiecznym dworem i grodem w Jazdowie, a następnie Warszawą (z początku Warszewą), oraz blisko splatają się z historią Wilanowa (przynajmniej od XIII/XIV wsi Milonowo, potem Milanowo), który był prawdopodobnie samodzielnym ośrodkiem jeszcze we wczesnym średniowieczu.
Przez długie wieki Mokotów obejmował także tereny dzisiejszego Ursynowa, a przez proces osadnictwa w pasie wzdłuż Potoku Służewieckiego przyczynił się do powstania dwóch innych warszawskich dzielnic – Ochoty i Włoch.

## Historia
Ponieważ na 12-kilometrowym odcinku od wysokości pl. Unii Lubelskiej aż do Wilanowa skarpa nad doliną Wisły jest wysoka (13–15 m), a u jej podnóża występowało często podłoże bagniste, rozdzielone nią wschodnia i zachodnia część dzielnicy rozwijały się autonomicznie.
Najważniejsze dwa szlaki komunikacyjne między terenami Górnego i Dolnego Mokotowa biegły właśnie w okolicy placu i ulicy Dolnej. Następna pod względem ważności była droga między Służewem a Wilanowem wzdłuż Potoku Służewieckiego (al. Wilanowska), która w pewnych okresach historii umożliwiała łączenie okolicznych majątków. Dalsze zejścia (na Wolicy oraz w Powsinie pod Lasem Kabackim) do dziś pełnią znacznie skromniejszą rolę.

### Prehistoria Mokotowa

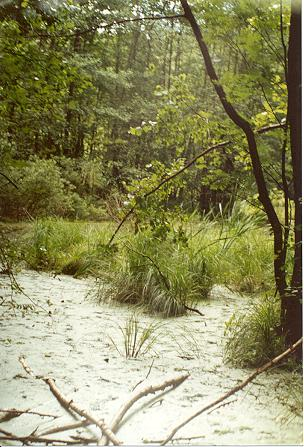
Las łęgowy w dolinie rzeki

Zobacz też: prehistoria ziem polskich
Lewobrzeżna Warszawa stosunkowo długo w porównaniu z częścią prawobrzeżną pozostawała niezasiedlona. Pojedyncze znaleziska archeologiczne z okresu neolitu, np. zlokalizowane na Dolnym Mokotowie i północy Starego Mokotowa (m.in. przy Sobieskiego) rogowe motyki migrujących wzdłuż Wisły ku północy rolników i hodowców z tzw. kultury ceramiki wstęgowej 4,5 tys. lat p.n.e. oraz krzemienna siekiera z Czerniakowa (przy ul. Idzikowskiego), datowana na 2,5 tys. lat p.n.e., świadczą o tym, że ludzie pojawiali się w tych okolicach z rzadka; wyjątkiem mógł być Służewiec.
Kolejne relikty prehistorii z obszaru obecnego Mokotowa przynosi dopiero epoka żelaza. Były to cmentarzyska ciałopalne z grobami podkloszowo-skrzynkowymi, wskazujące już na istnienie osadnictwa, odnalezione na Czerniakowie, Służewie i Służewcu (poza tym także na północ, koło Belwederu i w Łazienkach, oraz na południe, w Powsinku i Wilanowie). Żelazo w ilościach wystarczających dla zaspokojenia potrzeb lokalnych osad wytapiano wówczas w podwarszawskich Falentach, choć niektóre przedmioty żelazne pochodziły aż z hutniczego zagłębia w Górach Świętokrzyskich.
Po tym czasie na lewym brzegu Wisły nastąpił duży kryzys osadnictwa. Skupiło się ono wówczas w Wilanowie, ważnym centrum słowiańskiej wspólnoty sąsiedzkiej (opola). Tereny Mokotowa prawdopodobnie były wtedy znów bezludne.

### Osadnictwo średniowieczne
Według badacza Warszawy, Juliusza W. Gomulickiego, pierwsze ślady średniowiecznego osadnictwa na terenie obecnego Mokotowa pochodzą z XI w. (zobacz: Mokotowo). W tamtejszym krajobrazie powyżej skarpy wiślanej dominowały gęste lasy, które w dolinie rzeki miały charakter łatwiejszego do karczowania łęgu, i z tego powodu przetykane były niewielkimi polanami, gdzie uprawiano rolę.
Przypuszczalnie od II połowy tego stulecia południowe obszary współczesnej Warszawy po obu stronach Wisły stanowiły własność kościelną z monarszego nadania. W skład tych rozległych włości wchodziły na prawym brzegu Kamion, Grochów, Gocław, Krusze-Zerzeń i Miedzeszyn, a na lewym Wilanów (przynajmniej od XIII/XIV w. Milonowo, od 1677 r. Milanowo), Zawady i Służewo (od XVI w. Służew). Spinała je w całość poświadczona przynajmniej od XIII w. przeprawa rzeczna między Miedzeszynem a Zawadami na wysokości wsi Narty, na południe od Kępy Zawadzkiej. Z czasem te okolice stawały się w coraz większym stopniu domeną książąt mazowieckich. Do XVIII w. były to tereny wiejskie.

### Wsie w dolinie Wisły
Pierwotnym źródłem osadnictwa na Mokotowie, podobnie jak na innych terenach, była dolina rzeczna. Składa się ona tam z tarasu niższego, rozciągającego się od Wisły do stawu Powsińskiego, Jeziorka Wilanowskiego i Czerniakowskiego włącznie, oraz tarasu zalewowego, od tej granicy aż do podnóża skarpy. Nadwiślańskie łąki dostarczały gospodarstwom paszy, a na rzece poławiano ryby, dużym zagrożeniem były za to coroczne powodzie, zwłaszcza dwie: wiosenna i tzw. świętojańska.
Jedną z najstarszych, wczesnośredniowiecznych wsi na południu tej doliny, były Zawady. Również udokumentowana odkryciami ceramiki historia Powsina (Powsino, obecnie Powsin) sięga XII w., a Milonowa (Wilanów) nawet wcześniej.
Już w obecnych granicach Mokotowa znajdowały się dawne wsie parafii soleckiej, do XIII w. należące zapewne do parafii jazdowskiej. Były to istniejące od XIII wieku Czerniakowo (Czerniaków) oraz Czarnów (w XVII w. na tym miejscu powstały Siekierki). W 1528 r. liczyły razem tylko 6 łanów chełmińskich (włók). W II połowie XVI w. pracował tam jednokołowy młyn wodny, a Jeziorko Czerniakowskie było wykorzystywane do rybołówstwa.
Od Czerniakowa nazwisko rodowe wzięli potomkowie podkomorzego warszawskiego za księcia Janusza Starszego, Hinczy Cedlica, z racji pochodzenia zwanego Ślązakiem (Silesita). W 1502 r. jego spadkobierca, Hincza Czerniakowski, sprzedał je sąsiadowi, Mikołajowi Milanowskiemu, a w XVII w. wieś stała się własnością wojewody mazowieckiego, Andrzeja Górskiego. Po jego śmierci w 1626 r. należała z kolei do jego spadkobierców oraz do króla, aż w 1683 r. znalazła się w rękach marszałka wielkiego koronnego Stanisława Herakliusza Lubomirskiego.
W 1412 r. leżące na północy Siedlce (Sielce) książę Janusz Starszy przekazał dziekanowi kapituły kolegiackiej św. Jana i jako własność Kościoła dotrwały aż do konfiskaty przez rząd pruski po III rozbiorze Polski. Niewielki areał tej wsi (5 łanów w 1528 r.) wskazuje na to, że stanowiła niegdyś razem z Czerniakowem i Czarnowem jedną całość. Znajdował się tam folwark i wójtostwo, a w XVI w. mieszkał nawet w Sielcach sukiennik. Pod koniec XVIII wieku na terenie Sielc ulokowano Folwark Sielce.

### Obszar służewski

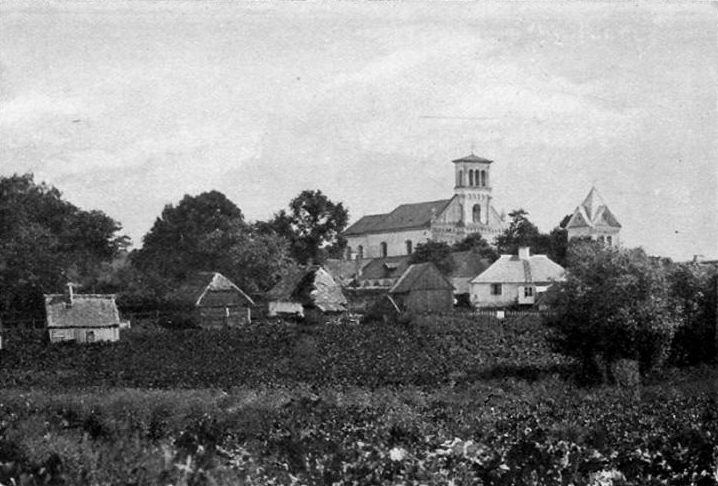
Wieś Służew w 1901 roku

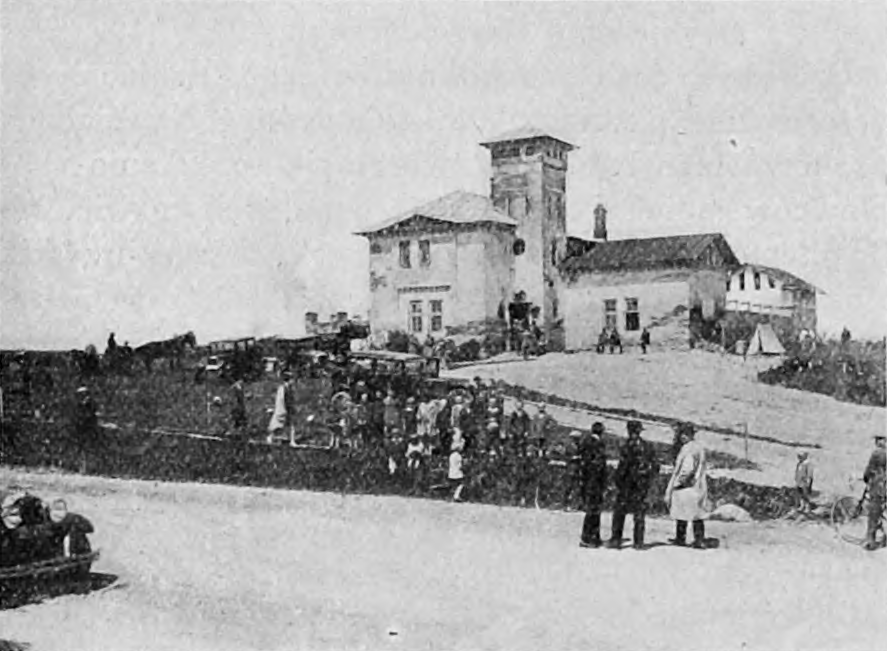
Żółta Karczma w 1930 roku

Obszar służewski ciągnął się wzdłuż rzeki Sadurki (dawna nazwa Potoku Służewieckiego), która rozpoczynała bieg między obecnym dworcem Warszawa Zachodnia a Włochami. W swoich początkach tereny te należały, podobnie jak pobliskie Milanowo (Wilanów) i nadwiślańskie Zawady, do posiadłości kościelnych, obejmujących całą południową część dzisiejszej Warszawy. W 1238 r., dzięki dobremu rozwojowi osadnictwa w tej okolicy, powstała parafia Służewo (od początków XVI w. już Służew), wydzielona na prośbę ówczesnego właściciela, opata kanoników regularnych z Czerwińska, przez biskupa poznańskiego Pawła z Bnina. Wieś Służewo leżała w pobliżu obecnego kościoła św. Katarzyny.
W 1240 r. Konrad mazowiecki przejął Służewo, w zamian przydzielając kanonikom Borzęcin, a 27 kwietnia 1245 r. nadał je, prawdopodobnie z kilkoma okolicznymi wsiami, komesowi Gotardowi. Obdarował go też szerokimi przywilejami, co tłumaczy się zasługami wojennymi Gotarda na Mazowszu (zwycięstwo nad Jaćwingami w 1241 r.) oraz wzmocnieniem w ten sposób systemu obrony wokół Jazdowa.
W 1378 r. dawny obszar włości Służewo (pokrywającej się z obszarem parafii) był podzielony na 17 wsi, będących własnością 13 spadkobierców Gotarda. Dokładnie 150 lat później miały one łącznie niemal 70 włók (mniej więcej 1200 hektarów) rozproszonych dosyć regularnie między wszystkie z tych miejscowości. Największe było Służewo (7 włók) i wywodzący się od niego Służewiec (9 włók).
Przypuszczalnie ok. XIV wieku powstała w tym obszarze nad skarpą wiślaną wieś Wolica Służewska (dziś Wolica). Nazwa sugeruje, że była to osada, w której na zachętę dla nowych przybyszów początkowo nie ściągano danin. Tą samą etymologię przypisuje się nazwie Wola Służewiecka, leżącej w XV wieku gdzieś między Służewcem a Dzbarzem (przynajmniej 1428 r.; obecny Zbarż), którą utożsamić można z Wyczółkami. Najpóźniej w końcu XV wieku założono Wyględowo-Kościesze; Wyględowo znajdowało się w pobliżu ulicy Bełskiej (dziś Wyględów), a reszta wsi prawdopodobnie na południowy zachód od niego.
Na południe od Służewca w 1430 r. powstała wieś Jamielino (później Jamielin, dzisiejszy Imielin), a w 1528 r. Moczydło i Korzkiewka (także Koczkiewka, obecnie Gorzkiewki; według archeologów mała osada istniała tu już w XIII w.). Mimo znalezienia średniowiecznej ceramiki nie jest jasne, czy Wyczółki wymieniane w 1580 r. wśród służewskich odprysków nie są jednak znacznie młodsze niż pozostałe. Wzdłuż potoku w kierunku zachodnim od Dzbarza, już poza granicą Mokotowa, znajdowały się kolejno wsie Okęcie, Rakowo (obecnie Raków), Rakowiec, Stanclewice (obecnie Szczęśliwice) Solipsy (dziś Solipse) i Włochy. W pobliżu Solipsów i Włoch były zlokalizowane Stojarty i Witki, ale od potopu szwedzkiego przestały istnieć.

### Mokotowo
Dzierżawcza nazwa Mokotowo pochodziła od imienia właściciela wsi, prawdopodobnie o imieniu Mokot.
Mokotowo po raz pierwszy pojawia się w dokumentach z 1367 r. w postaci wyliczenia kilku podwarszawskich wsi (Wola, Polikowo, Mościska, Młociny, Mokotowo i Wawrzyszewo), które płaciły dziesięcinę dla Zegrza w ówczesnej parafii płockiej. Była to osada w pobliżu drogi biegnącej do Czerska – do początków XV w. stolicy Księstwa Mazowieckiego. Należy jednak podkreślić, iż Mokot ani Mokotów nie został ani razu poświadczony w dawnych dokumentach. Jedyną odnotowaną nazwą osobową zbliżoną brzmieniowo był Mok, Mocke i (fem.) Mokowa – pochodzące od średnio-wysoko-niemieckiego mocke, tj. „bryła”, w przenośni „człowiek niezdarny, niewykształcony”.

Szkic osady Mokotowo na tle współczesnego Mokotowa:
1. Droga na Jazdów
2. Mokotowo
3. Droga na Rakowiec
4. Droga na Służewiec
5. Droga na Służew
6. Droga na Czersk
7. Wisła

Mokotowo zajmowało wówczas tereny na przedłużeniu obecnej ulicy Mokotowskiej, od okolic placu Unii Lubelskiej i ulicy Polnej, pomiędzy Rakowiecką, Żwirki i Wigury oraz Odyńca, wzdłuż skarpy wiślanej do Szop i Królikarni, i dalej pod skarpą wzdłuż Piaseczyńskiej (zapewne dawnej polnej drogi) do Sobieskiego, a stamtąd Belwederską w górę do placu. Siedlisko wsi pierwotnej mogło zajmować fragment Puławskiej między obecnym Morskim Okiem a Boryszewską lub Dolną. Jeśli zachowane dokumenty z XV w. dotyczące Wierzbna (początkowo Pod wierzbą, Wierzba) opisują rzeczywiście teren na południe od Mokotowa, to wcześnie opustoszało i przed 1773 r. było częścią Mokotowa, jednak bardziej prawdopodobne jest, że wieś o tej nazwie leżała wtedy w pobliżu Liwa.
Prawdopodobnie od reformy agrarnej w XIV w., a być może nawet wcześniej, była to wieś książęca na prawie chełmińskim w systemie trójpolowym. Utrzymywała gród w pobliskim Jazdowie, który stał tam przynajmniej od XIII w. Po spaleniu Jazdowa przez Litwinów w 1262 r. i przeniesieniu siedziby księcia na północ, w XV i XVI w. Mokotowo zaopatrywało w żywność lokalny rynek warszawski. Dzięki kontaktom handlowym oraz koligacjom rodzinnym z mieszczaństwem niektórzy tamtejsi chłopi mieli nawet posiadłości pod miastem, na ulicy Senatorskiej (wówczas Łazarzowa) i Długiej.
Mokotowo miało wtedy 25 włók (ok. 420 hektarów) żyznej ziemi uprawnej. Zgodnie z prawem chełmińskim płaciło z nich po 28 groszy czynszu św. Marcina, czyli równowartość jednego korca mąki pszennej lub wozu siana, a więc podobnie jak inne wsie książęce na Mazowszu. Jednak oprócz standardowej daniny z owsa dodatkowo z każdej tamtejszej włóki spływało po 13 korców żyta oraz daniny zwyczajowe w postaci 2 kapłonów, jednej gęsi i 30 jaj. Pańszczyzna (odrabiana prawdopodobnie na folwarku jazdowskim) miała wymiar dwóch dni w tygodniu oraz udziału w trzech robotach sezonowych rocznie (tzw. tłoki).
Od świadczeń wolne były 3 włóki:
- włóka wójta – nadawana przez księcia, a potem króla, od 1531 r. wójtostwo kupca warszawskiego Jerzego Burbacha i jego potomków
- włóka wikariuszy kolegiaty warszawskiej – z nadania dwóch ostatnich książąt, Stanisława i Janusza, od 1521 r.
- włóka baryczkowska – zakupiona przez bogatego mieszczanina Jerzego Baryczkę w 1527 r., należała później do jego spadkobierców

Włóka wójtowska leżała z grubsza na osi ulicy Dąbrowskiego, na północ od niej leżała równoległa włóka wikariuszowska, zaś na południu graniczyła z włóką baryczkowską. U jednego z potomków Burbacha, mieszczanina warszawskiego i gdańskiego o tym samym imieniu, latem 1611 r. przebywali tam car Wasyl i jego brat, kniaź Dymitr, jako więźniowie Zygmunta III Wazy.
Wieś królewska Mokotowo w 1580 znajdowała się w powiecie warszawskim ziemi warszawskiej województwa mazowieckiego.
Okres prosperity Mokotowa minął wraz z regresem na polskiej wsi. Między rokiem 1619 a 1620 zasiedlone było tylko 13 włók, w tym nadal 3 zwolnione ze świadczeń. Obciążenia pozostałych w owsie, drobiu i jajach wzrosły w tym czasie dwukrotnie, a w 1645 r. powstała na tym terenie włóka wybraniecka, z której świadczeniem był pobór do wojska. W 1652 r. obszar upraw zmniejszył się jeszcze do 11 włók.
Do wyludnienia i upadku wsi przyczyniła się też przegrana wojna. Podczas potopu szwedzkiego w latach 1655–1657 Mokotowo oraz sąsiednie wsie zostały zniszczone. W 1661 uprawiano ziemię już tylko na 5 włókach. Włóka baryczkowska przeszła wówczas w posiadanie nobilitowanych krewnych Baryczków, Wólczyńskich, a wójtowska także była odtąd nadawana już nie mieszczanom, lecz szlachcie.

### Przedmieście

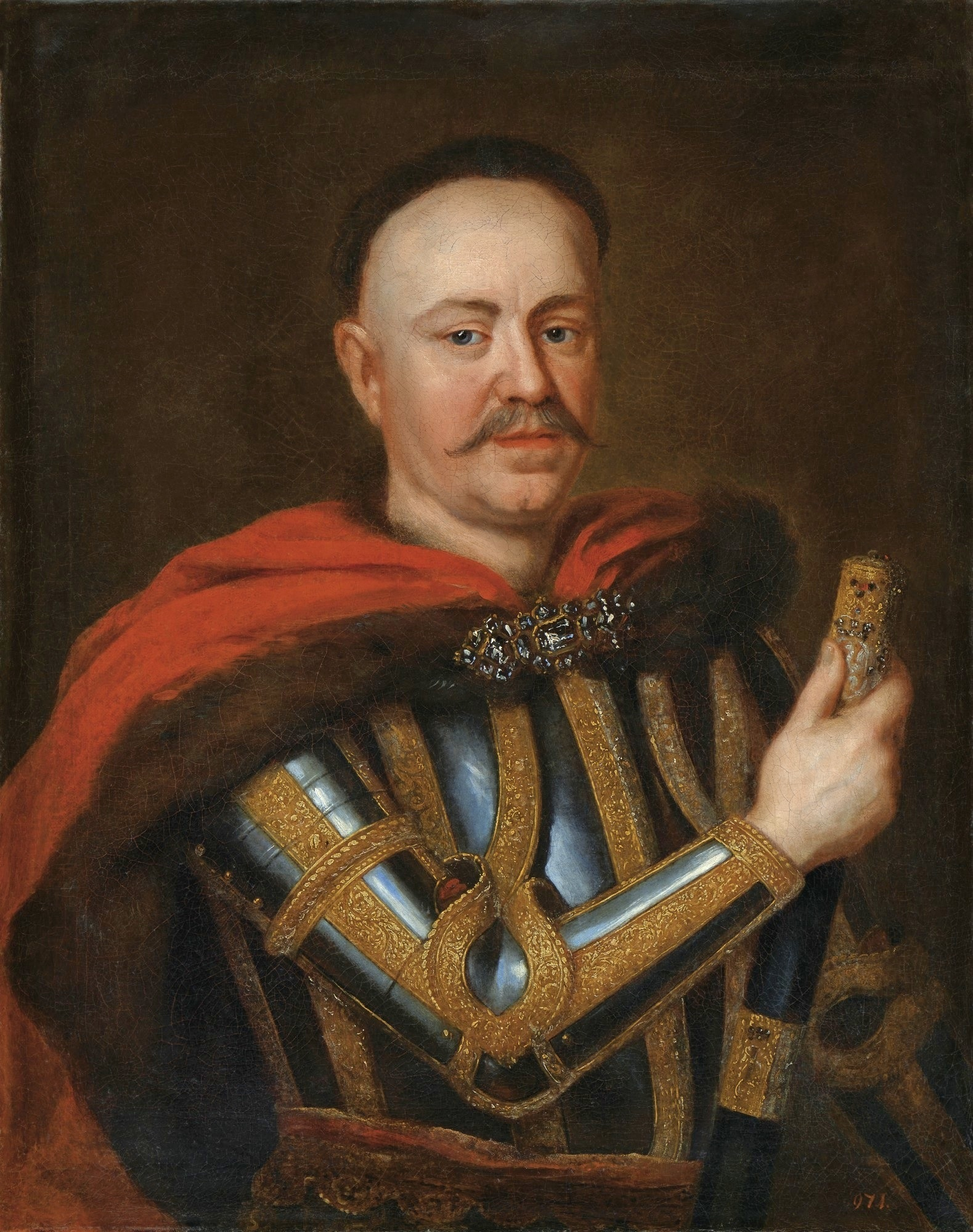
Stanisław Herakliusz Lubomirski

W 1678 r. Stanisław Herakliusz Lubomirski, który otrzymał część ziemi z włóki wójtowskiej, wykupił fragment ówczesnego Mokotowa oraz Służew i Służewiec. Należał do niego pałacyk Arkadia koło Królikarni, zwany „pasterskim domkiem”, a od 1683 r. także Czerniakowo (Czerniaków), gdzie w 1691 r. ufundował klasztor bernardyński – porównywane z Bielanami miejsce odpustów. Na miejscu dworu Czerniakowskich postawił szpital (obecny Szpital Czerniakowski), a na Siekierkach zbudował pawilon wypoczynkowy z niewielkim ogrodem (dziś już nieistniejący).
Wiek XVIII przyniósł rozkwit tych terenów. Na Mokotowie wznoszone były dworki, wille i pałace magnaterii oraz zamożnego mieszczaństwa, a wzdłuż skarpy wiślanej zakładano ogrody. Wywołało to koniunkturę przemysłu budowlanego. Na terenie Mokotowa, jeszcze pod koniec XVII wieku, ulokowało się kilka cegielni: dużą, sprzed 1779 r., na skarpie na dzisiejszej Skolimowskiej oraz parę mniejszych na obszarze między podstawą skarpy a Spacerową, do których zjazd prowadził opodal Dworkowej i Willowej, posiadał generał Czapski, zaś na południe od Henrykowa przy Dolnej produkowali cegłę Bazylianie.

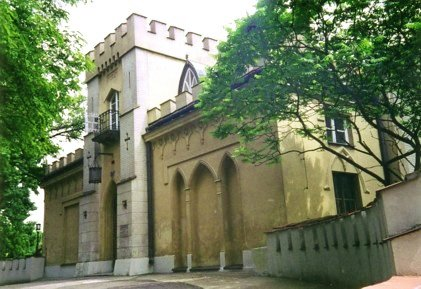
Pałacyk Szustra

Z tego czasu pochodzi francuska nazwa założenia pałacowo-ogrodowego Mon coteau („moje wzgórze”), zapewne fonetyczne nawiązanie do wcześniejszej nazwy tych okolic (podobnie jak Milanów stał się Wilanowem za pośrednictwem włoskiej nazwy Villa Nova). Jego właścicielką była księżna Izabela Lubomirska. Neoklasycystyczna z początku willa podmiejska Lubomirskiej powstała w latach 1772–1774 na gruzach dworu Burbacha. W 1779 r. Izabella i Stanisław Lubomirscy wykupili wikariuszowską włókę wsi Mokotowo. Obecnie istniejący fragment tego zespołu obejmuje pałacyk (znany jako pałacyk Szustra), park Morskie Oko oraz neogotycką wieżę z gołębnikiem i glorietę flamandzką (domek mauretański).

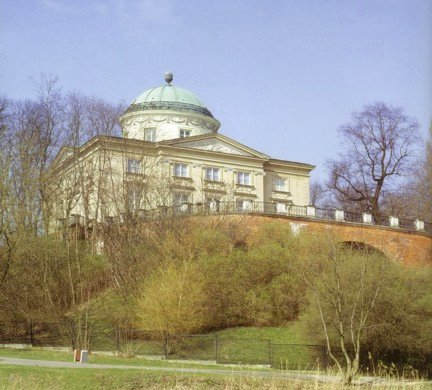
Królikarnia

W 1794 r. Mokotów stał się świadkiem ciężkich walk, zaś sam wódz powstania – gen. Tadeusz Kościuszko – stacjonował w swej kwaterze w Królikarni. Po insurekcji kościuszkowskiej Mokotów został zniszczony i splądrowany. Zaczął się odbudowywać dopiero w pierwszych latach Królestwa Kongresowego. W 1830 r. znów Mokotów stał się polem bitwy, tym razem za sprawą powstania listopadowego.

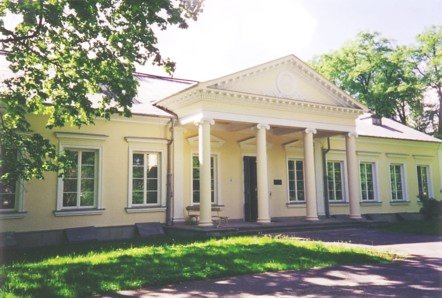
Pałacyk na Ksawerowie

Miejscowość wydźwignęła się z marazmu popowstaniowego i stała się modnym i prestiżowym letniskiem dla bogatej Warszawy. Znajdowały się tutaj liczne pensjonaty, zakłady lecznicze i wypoczynkowe, restauracje oraz gospody. Mokotów, Wierzbno i Ksawerów piękniały „w oczach”. Począwszy od 1881 r. do Wierzbna dojeżdżał pierwszy omnibus konny, wymieniony w 1909 na tramwaj elektryczny, a z ronda Mokotowskiego (plac Unii Lubelskiej) odchodziły dwie kolejki – wilanowska (1892) i grójecka (1898).
Na przełomie wieków XIX i XX dokonano parcelacji dawnego folwarku mokotowskiego i wytyczono wiele nowych ulic obecnego Starego Mokotowa, m.in. Rakowiecką, Madalińskiego, Narbutta i Szustra (obecnie Dąbrowskiego). W 1883, z powodu fortyfikowania Warszawy, rozwój budownictwa został ograniczony. Dopiero w latach 1911–1913 część fortów została wyburzona i zaczął się proces intensywnej zabudowy alei Niepodległości, także na Puławskiej (dawniej Nowoaleksandryjska) i jej przecznicach zaczęto stawiać liczne wielopiętrowe kamienice.

### Mokotów jako dzielnica
Mokotów został włączony do Warszawy w 1916 roku. Zapoczątkowało to dynamiczny rozwój tej części miasta. Budowano gmachy wyższych uczelni (SGH, SGGW), urzędów, instytutów naukowych, szpitali, szkół, wznoszono reprezentacyjne kamienice i wille, wkomponowane w bujną zieleń. Za sprawą prezydenta Warszawy, Stefana Starzyńskiego (miał swój dom na Mokotowie przy ul. Szustra, obecnej Dąbrowskiego), rozpoczęto modernizację ulicy Puławskiej, wzdłuż której powstała linia tramwajowa, sięgająca aż po teren nowych Wyścigów Konnych na Służewcu (przeniesionych z Pola Mokotowskiego). Zamierzano także wydrążyć tunel metra pod Puławską, ale najbliższa wojna pokrzyżowała te plany. W 1929 roku przy ulicy Belwederskiej rozpoczęto budowę nowoczesnego salonu samochodowego „Auto-Koncern” Chryslera. Od początku XX w. dzielnica zmieniła się z przedmieścia o charakterze letniskowym w nowoczesne centrum mieszkaniowo-usługowe. Rosła wciąż liczba mieszkańców, która w 1939 r. przekroczyła 89 000.

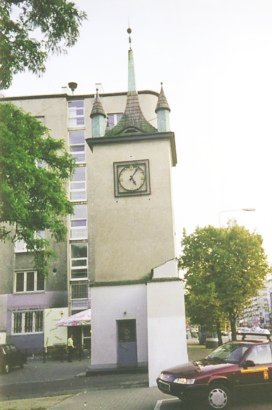
Wieża z gołębnikiem

Pierwsze bomby niemieckie spadły rano 1 września 1939. Linia obrony południowej Warszawy przebiegała wzdłuż fortów: Mokotowskiego (na Wyględowie), Piłsudskiego (poniżej Królikarni) i Dąbrowskiego (na Sadybie). Lata II wojny światowej i okupacji niemieckiej przyniosły na Mokotowie olbrzymie straty w ludności oraz zniszczenia wojenne.
Po zajęciu Warszawy przez wojska hitlerowskie, Mokotów został przekształcony w dzielnicę niemiecką. Polaków siłą wyrzucano z mieszkań, a wszystkie ważniejsze budynki obsadzono wojskiem i wzmocniono bunkrami. W dzielnicy osiedlało się wielu Reichsdeutschów i Volksdeutschów, ulokowano tam również wiele okupacyjnych instytucji (na Mokotowie znajdowało się m.in. niemieckie więzienie, koszary SS i Luftwaffe, komenda żandarmerii na powiat warszawski itd).
Podczas powstania warszawskiego, które trwało na Mokotowie od 1 sierpnia do 27 września 1944 r., w obronie dzielnicy ginęli żołnierze pułków Armii Krajowej „Baszta”, „Waligóra” i wielu innych oddziałów, harcerze z batalionów Szarych Szeregów oraz ludność cywilna. Mimo odparcia przez Niemców większości powstańczych ataków w godzinie „W” Polacy zdołali w pierwszych dniach sierpnia opanować znaczną część Górnego i południową część Dolnego Mokotowa. Hitlerowcy dopuścili się w odwecie szeregu zbrodni na cywilnej ludności dzielnicy. Powstańcy byli w stanie przez długi czas utrzymywać swój stan posiadania, lecz od świtu 24 września Niemcy rozpoczęli generalne natarcie na Mokotów. Znaczna przewaga nieprzyjaciela, brak odpowiedniej ilości broni oraz amunicji, zmusiło powstańców do poddania dzielnicy.
Po powstaniu dzielnica była bardzo zniszczona. W ruiny obróciło się 65% zabudowy, na skwerach i w parkach gęsto ustawione drewniane krzyże świadczyły o tysiącach poległych mokotowian. O powstaniu na tych terenach przypomina napisany 20 sierpnia 1944 r. „Marsz Mokotowa”, swoisty hymn dzielnicy, który od 1969 rozbrzmiewa codziennie o godzinie 17.00 (na pamiątkę godziny „W”) z wieży zegarowej „Domku Gotyckiego”. Po wojnie rozpoczęto akcję odgruzowywania, odbudowy i rozbudowy dzielnicy. Działania te w bezpośredni lub w pośredni sposób wpłynęły na jej dzisiejszy kształt.
W październiku 2024 roku oddano do użytku nową linię tramwajową od ul. Spacerowej do Miasteczka Wilanów.